# Tro (песня)
Tro (со швед. — «Вера») — песня в стиле альтернативный рок, написанная шведской певицей и автором песен Мари Фредрикссон. Песня была выпущена 9 октября 1996 года компанией EMI Svenska AB в качестве первого и единственного коммерческого сингла с её пятого студийного альбома I en tid som vår (1996).

## История
Это песня о вере, хотя текст не ссылается на религию. Изначально песня была написана для фильма Колина Нютле «Такова жизнь» (1996) и вошла в официальный саундтрек к этому фильму. Нютле также снял на эту песни видеоклип.
Песня достигла восьмой позиции и провела 29 недель в шведском чарте синглов. Таким образом данный сингл продержался в чартах дольше всех синглов, когда-либо выпущенных Фредрикссон, включая её работу в составе Roxette. Песня также достигла успеха в чартах песен, исполнявшихся на шведском радио — она добралась до восьмой позиции в шведском чарте Airplay и двенадцатой позиции в чарте «Треки» радиостанции Sveriges Radio. В интернет-опросе поклонников Roxette, проведённом в 2018 году, «Tro» была названа пятой лучшей песней из всей сольной дискографии Фредрикссон.

## Список композиций
Все песни написаны Мари Фредрикссон.
- CD сингл (EMI 8652692)

1. «Tro» — 4:48
2. «Tid för försoning» — 4:13

Песня «Tid för försoning» не была включена в альбом I en tid som vår (1996) и нигде больше не выпускалась.

## Участники записи
Список приведён по данным буклета к CD-синглу:
Музыканты
- Мари Фредрикссон — ведущий и бэк-вокал, тексты песен, композиция, музыкальная аранжировка и продюсирование
- Микаэль Боиош — клавишные, инженерия и производство
- Staffan Astner — гитара
- Mats Kiesel — хоровая вокальная аранжировка и дирижирование
- Nicki Wallin — ударные
- Музыкальные классы муниципалитета Нака и Музыкальная школа муниципалитета Нака — хор

Технический персонал
- Kjell Andersson — дизайн обложки
- Mattias Edwall — фотография
- Anders Hägglöv — апись и инжиниринг хора (в Студии 2, Sveriges Radio)
- Alar Suurna — сведение

## Чарты
| Чарт (1996)                | Высшая позиция |
| -------------------------- | -------------- |
| Швеция (Sverigetopplistan) | 8              |

## История релизов
Первый тираж CD-синглов был изготовлен в Швеции, но большинство синглов, продававшихся в Швеции были на самом деле изготовлены в Нидерландах.
| Регион     | Дата           | Формат | Лейбл | № по каталогу | Прим. |
| ---------- | -------------- | ------ | ----- | ------------- | ----- |
| Швеция     | 9 октября 1996 | CD     | EMI   | 8652692       | [ 1 ] |
| Нидерланды | 9 октября 1996 | CD     | EMI   | 8652692       | [ 1 ] |

## Каверы
Шведская поп-певица Ширли Кламп включила свою версию трека в свой альбом каверов Favoriter på svenska (2006). Она сказала о песне: «Я не могу найти слов, чтобы описать, насколько она прекрасна», и сказала, что её текст приобрел более глубокий смысл после того, как её попросили исполнить песню на похоронах.
Эрик Линдер, полуфиналист конкурса «Sweden’s Got Talent» 2009 года, записал версии «Ännu doftar kärlek» и «Tro» для своего альбома Inifrån (2009).